# 2102
Cette page concerne l'année 2102  du calendrier grégorien.
L'année 2102 est une année commune qui commence un dimanche.

## Autres calendriers
L’année 2102 du calendrier grégorien correspond aux dates suivantes :
- Calendrier hébraïque : 5862 / 5863 (le 1er tishri 5863 a lieu le 14 septembre 2102[1])
- Calendrier indien : 2023 / 2024 (le 1er chaitra 2024 a lieu le 22 mars 2102[1])
- Calendrier musulman : 1525 / 1526 (le 1er mouharram 1526 a lieu le 16 février 2102[1])
- Calendrier persan : 1480 / 1481 (le 1er farvardin 1481 a lieu le 21 mars 2102[1])
  - Jours juliens : 2 488 799,5 à 2 489 164,5[2],[1]

## Événements prévisibles
- 2 mai : passage de l' astéroïde (144898) 2004 VD17. Sa probabilité d'impacter la Terre est extrêmement faible, mais non-nulle. Dans le meilleur des cas, cet objet céleste considéré comme dangereux passerait à 5 557 000 km de la Terre (0,0371469 UA). Ces calculs peuvent varier légèrement, en fonction de collisions avec d'autres objets. Il orbite autour du Soleil tous les 676 jours. D'un diamètre de 577 mètres, il parcourt l'espace à la vitesse de 24,27 km/s. En cas d'impact, l'énergie libérée lors du crash serait de 150 000 Mt[3].
- 11 septembre : l'astéroïde (99942) Apophis approchera la Terre à  3 632 000 kilomètres (0,0242763 UA). Ce corps céleste fait 325 mètres de diamètre et orbite autour du Soleil tous les 323,73 jours[4].